# Frankrikes Grand Prix 1992
Frankrikes Grand Prix 1992 var det åttonde av 16 lopp ingående i formel 1-VM 1992.

## Resultat
1. Nigel Mansell, Williams-Renault, 10 poäng
2. Riccardo Patrese, Williams-Renault, 6
3. Martin Brundle, Benetton-Ford, 4
4. Mika Häkkinen, Lotus-Ford, 3
5. Erik Comas, Ligier-Renault, 2
6. Johnny Herbert, Lotus-Ford, 1
7. Michele Alboreto, Footwork-Mugen Honda
8. Gianni Morbidelli, Minardi-Lamborghini
9. JJ Lehto, BMS Scuderia Italia (Dallara-Ferrari)
10. Pierluigi Martini, BMS Scuderia Italia (Dallara-Ferrari)
11. Olivier Grouillard, Tyrrell-Ilmor

### Förare som bröt loppet
- Jean Alesi, Ferrari (varv 61, motor)
- Andrea de Cesaris, Tyrrell-Ilmor (51, snurrade av)
- Ukyo Katayama, Larrousse-Lamborghini (41, motor)
- Thierry Boutsen, Ligier-Renault (46, snurrade av)
- Ivan Capelli, Ferrari (38, motor)
- Karl Wendlinger, March-Ilmor (33, växellåda)
- Stefano Modena, Jordan-Yamaha (25, motor)
- Aguri Suzuki, Footwork-Mugen Honda (20, kollision)
- Michael Schumacher, Benetton-Ford (17, kollision)
- Gerhard Berger, McLaren-Honda (10, motor)
- Gabriele Tarquini, Fondmetal-Ford (6, gasspjäll)
- Ayrton Senna, McLaren-Honda (0, kollision)
- Bertrand Gachot, Larrousse-Lamborghini (0, kollision)
- Mauricio Gugelmin, Jordan-Yamaha (0, kollision)
- Andrea Chiesa, Fondmetal-Ford (0, kollision)

### Förare som ej kvalificerade sig
- Paul Belmondo, March-Ilmor
- Christian Fittipaldi, Minardi-Lamborghini
- Eric van de Poele, Brabham-Judd
- Damon Hill, Brabham-Judd